# Aeropuerto Nacional de Zapotiltic
El Aeropuerto Municipal de Zapotiltic conocido también como Aeropuerto Nacional de Tuxpan (Código ICAO:MMTX - Código DGAC: ZPC) es un aeródromo ubicado a 5 km al sureste de Zapotiltic, Jalisco, México y dentro del municipio homónimo. El aeropuerto es administrado por el H. Ayuntamiento de Zapotiltic, actualmente no cuenta con servicios como terminal, torre de control, estacionamiento o taxis, pues es usado solamente para aviación general. Cuenta con una pista de aterrizaje pavimentada pero sin iluminación de 20,00 metros de largo y 28 m de ancho.

## Accidentes e incidentes
- El 13 de junio de 1946 un avión Ford 5-AT-B Trimotor de Servicios Aéreos Nacionales con matrícula XA-FOH se encontraba en camino de Zapotiltic a al Aeropuerto de Pachuca cuando se encontró con mal tiempo, el piloto Juan Tilghman Gallo (Propietario en ese tiempo de dicha compañía) descendió de 14,000 ft a 9,000 ft, posteriormente se apagó el motor derecho seguido por el motor izquierdo, Gallo intentó aterrizar en el ahora inexistente Aeródromo de Actopan pero debido a la pérdida de potencia se tuvo que hacer un aterrizaje forzoso a lo largo de una loma. Todos a bordo salieron ilesos.[2]

- El 28 de diciembre de 2009 una aeronave Cessna 182R con matrícula XB-BJL se estrelló en el municipio de Jilotlán de los Dolores matando a sus 4 ocupantes. La aeronave había despegado del Aeropuerto de Zapotiltic con destino desconocido.[3][4]